# Concepción del Sur
Concepción del Sur is een gemeente (gemeentecode 1608) in het departement Santa Bárbara in Honduras.
Het dorp maakte deel uit van de gemeente Santa Bárbara tot het in 1900 een zelfstandige gemeente werd. Het ligt aan een beek die uitkomt in de Río Salado.

## Bevolking
De bevolking is als volgt verdeeld:
| Vrouwen | 2657 | 48,2% |
| Mannen  | 2857 | 51,8% |

## Dorpen
De gemeente bestaat uit vijf dorpen (aldea), waarvan het grootste qua inwoneraantal: Concepción del Sur (code 160801).